# Basílica de Damous El Karita
La basílica de Damous El Karita (àrab: داموس الكريطة, Dāmūs al-Karīṭa, del llatí Domus Caritatis o ‘Casa de la Caritat’) fou la basílica més gran de l'antiga Cartago, les poques restes de la qual estan avui situades a la moderna Carthage, molt properes al Cementiri dels Pares Blancs. En el seu temps fou un complex religiós situat a la perifèria de la Cartago romana, compost per una capella tricònica, un baptisteri i una rotonda inferior.

## Basílica
El conjunt fou excavat per Pierre Delattre el 1878, que hi va trobar nombroses inscripcions funeràries, tot i que moltes trencades. Les excavacions van posar a la llum diversos períodes d'ocupació. En el primer, la basílica mesurava 65 x 45 metres i estava orientada de nord-est a sud-oest. Estava formada per nou naus i onze sales creuades, amb una nau central d'una amplada de deu metres, i tot pavimentat amb mosaic que s'ha conservat. Al segon període va canviar l'orientació i l'absis es va moure al sud-est. El nombre de naus va augmentar a onze, amb nou sales creuades. En el tercer període, es va ampliar el frontal.
Al nord-est, hi havia un gran atri semicircular rodejat per un pòrtic i amb un tricori al mig, i a l'altre costat hi havia un baptisteri hexagonal coronat per un badoquí amb quatre columnes, que ocupava la meitat de la sala hipòstila de 36 x 24 metres.
A l'est, hi ha les restes de la basílica de Sant Cebrià, de set naus, dedicada al bisbe Tasci Ciprià, que va patir martiri el 258 sota Valerià I, i el modern convent de Santa Mònica de les mares agustines, amb una església. Més al nord, hi ha la basílica de Mcidfa, identificada com la Basilica Maiorum, de la qual només queden els fonaments, que és el lloc on les santes Perpètua i Felicitat i els seus companys foren enterrats.

## Història
En aquesta basílica, es van celebrar diversos concilis al segle v i ha estat identificada com la Basilica Fausti on va predicar sant Agustí.